# District de Yuhong
Le district de Yuhong (于洪区 ; pinyin : Yúhóng Qū) est une subdivision administrative de la province du Liaoning en Chine. Il est placé sous la juridiction de la ville sous-provinciale de Shenyang.